# Огусур
Огусу́р (якут. Оҕуһур) — посёлок в Чурапчинском улусе Республики Саха (Якутия) России. Входит в состав Сыланского наслега.

## География
Посёлок находится в таёжной зоне, на расстоянии 37 км от Чурапчи, административного центра улуса, и 12 км от Усун-Кюёля, административного центра наслега.

## Население
| 2002 | 2010 | 2021 |
| ---- | ---- | ---- |
| 134  | ↘107 | →107 |

## Улицы
- ул. А.И. Новгородова,
- ул. Н.И. Монастырёва,
- ул. Старостина.

## Экономика
Развито мясо-молочное скотоводство, коневодство.

## Экономика и инфраструктура
В посёлке имеется участок ассоциации крестьянских хозяйств «Сылан».

## Ссылка
- sakha.gov.ru — официальный сайт информационного портала Республики Саха (Якутия)
- ЧУРАПЧИНСКИЙ УЛУС. СЫЛАНСКИЙ НАСЛЕГ. МСУ «Наша Арктика». Дата обращения: 31 мая 2015. Архивировано из оригинала 4 марта 2016 года.